# جوس (دب قطبي)
جوس (بالإنجليزية: Gus)، هو دب قطبي وأيقونة حديقة حيوان سنترال بارك في مدينة نيويورك ولد في عام 1985، كان يبلغ وزنه 700 رطل (320 كـغ). قام أكثر من 20 مليون شخص بزيارته في الحديقة خلال حياته. وأصبح مشهورا على وسائل الإعلام في تسعينيات القرن الماضي عندما بدأ في السباحة في حمام السباحة الخاص به لمدة تصل إلى 12 ساعة في اليوم. أطلق عليه الصحفيون لقب "المكتئب" و "المتقشر" و " ثنائي القطب " وحولوه إلى "أيقونة تمثل ضغوط الحياة والمعيشة في مدينة نيويورك. كان جوس أول حيوان في التاريخ يعالج باستخدام عقار بروزاك. 

## الولادة والحياة المبكرة
ولد جوس في حديقة حيوان توليدو في عام 1985. تم نقل والده «نانوك» من موطنه في حديقة حيوان برونكس إلى حديقة حيوان توليدو بغرض التكاثر. وكان اسم والدة جوس «كرة الثلج». في عام 1988 نُقل جوس من حديقة حيوان توليدو إلى حديقة حيوان سنترال بارك.

## الشهرة
في التسعينات أصبح جوس «الحيوان الأبرز» في حديقة حيوانات سنترال بارك في العديد من العروض الترويجية والمنشورات الإعلامية. وقد شاهد جوس ما يقدر بنحو 20 مليون زائر في حياته.
في عام 1994 لاحظ المسؤولون في حديقة الحيوان سلوكًا غير اعتيادي لجوس في الحديقة، إذ شوهد يسبح ذهابًا وإيابًا على شكل رقم 8 مرارًا وتكرارًا لمدة تصل إلى 12 ساعة في اليوم، وعادة ما يشير هذا السلوك عند الحيوانات الأسيرة إلى الملل والتوتر. استأجرت حديقة الحيوان معالجًا سلوكيًا للحيوانات بتكلفة 25,000 دولار لتحديد سبب هوس غوس في السباحة. وفقا للمعالج فإن جوس كان يشعر بالملل ويعاني من اكتئاب معتدل مثل غيره من الناس في نيويورك. وأمر المعالج ببرنامج تأهيل للدب القطبي، يتضمن إعادة تصميم القفص ومكان معيشته، وتحديات في وقت تناول الطعام وألعاب جديدة وجلسات تدريب وتقوية إيجابية. في عام 2002 ذكرت بي بي سي أن حراس حديقة الحيوانات قد قاموا بتركيب جاكوزي من أجل إبهاج جوس. كان جوس أيضًا أول حيوان في التاريخ يعالج باستخدام عقار بروزاك في حديقة حيوان   بعد بضعة أشهر قلت سباحة غوس المتكررة لكنه لم تتغير تمامًا. وفي عام 2005 ظهر جوس على وسائل الإعلام مع حيوانين آخرين في المؤتمر الدولي للإثراء البيئي.
من خلال الشهرة الإعلامية التي رافقت تشخيصه وعلاجه، أصبح جوس رمزًا للإشخاص المصابين بمرض العصاب في نيويورك   وأصبح حديث ساخر لكتاب صدر عام 1995 بعنوان" ما الذي يقلقك يا جوس؟ القصة الحقيقية لدب المدينة الكبير، التي وصفها الناشرون بأنها حكاية خالدة وجوهرية للتعامل مع واقع الحياة القاسية في نيويورك في التسعينات، ويظهر على غلاف الكتاب صورة لـ جوس وهو في مكتب المعالج النفسي. 

## شركاءه

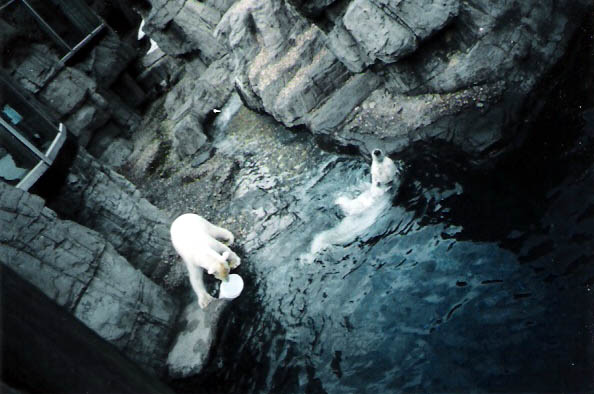
جوس و إيدا في أبريل 1999

كانت «ليلي» هي شريكة جوس الأولى، وهي أنثى دب قطبي توفيت في عام 2004 عن عمر 17 عامًا، و«إيدا» كانت الشريكة الثانية وتوفيت في عام 2011 عن عمر 25 عامًا بسبب أمراض الكبد. ولم يكن لديه ذرية. 

## السنوات الأخيرة
وفقا لمسؤولي حديقة الحيوان أظهر جوس علامات الاكتئاب منذ وفاة شريكته الأخيرة إيدا في عام 2011. في صيف 2013 كانت لديه شهية سيئة وصعوبة في مضغ الطعام وبلعه.
تم وضعه تحت التخدير من قبل الأطباء البيطريين في حديقة الحيوان لتحديد سبب مشكلته. اكتشف الأطباء البيطريون ورمًا كبيرًا غير قابل للعلاج في منطقة الغدة الدرقية، فقرروا انهاء حياته بالموت الرحيم.
عندما بلغ جوس عمر 27، كان قد تجاوز متوسط العمر المتوقع للدببة القطبية في الأقفاص، والذي يبلغ متوسطه 20.7 سنة. 